# 卡钦斯基主义
卡钦斯基主义（Kaczyzm）是波兰意识形态概念（ideologeme），贬义或讽刺地描述法律和正义党的统治，源自波兰政治家卡钦斯基兄弟雅罗斯瓦夫·卡钦斯基和莱赫·卡钦斯基的名字。该词被卡钦斯基兄弟的政治团体的反对者使用，而被法律和正义党支持者认为是不准确和冒犯性的。近年来该短语已被法律和正义党支持者重新使用，有时与美国的特朗普主义相提并论。